# Gustave Thils
Gustave Thils (* 3. Februar 1909 in Etterbeek; † 12. April 2000 in Löwen) war ein belgischer Theologe, Professor für Fundamentaltheologie und Peritus beim Zweiten Vatikanischen Konzil.

## Leben
Nach Studien in Mechelen und Löwen wurde Gustave Thils 1931 zum Priester geweiht. Nachdem er 1935 zum Dr. theol. promoviert wurde, habilitierte er sich 1937 und wurde Professor am Seminar in Mecheln und ab 1945 an der Université catholique de Louvain. 1947 erhielt er einen Lehrauftrag für Fundamentaltheologie und Spiritualität. Der Schwerpunkt seines theologischen Wirkens lag auf spirituellen, ekklesiologischen und ökumenischen Themen. Seit 1960 war er Mitglied des Einheitssekretariats.
Thils nahm als Peritus am Zweiten Vatikanischen Konzil teil. Er war an der Erarbeitung der Schemata beteiligt, aus denen die Konzilskonstitutionen Lumen gentium und Gaudium et spes hervorgingen. Als belgischer Theologe gehörte der squadra belga an. Ergebnisse seiner theologischen Forschungen gingen in die Konzilsdebatten ein.

## Schriften
- Théologie et réalité sociale. Casterman, Tournai, 1952.
- Théologie des réalités terrestres, 2 Bde. Paris, Brügge, 1947–1949. Deutsch: Theologie der irdischen Wirklichkeiten. Müller, Salzburg 1955.
- Histoire doctrinale du mouvement oecuménique. Warny, Louvain, 1955.
- Droits de l’homme et perspectives chrétiennes (Cahiers de la Revue Théologique de Louvain, Bd. 2). Peeters, Louvain-La-Neuve, 1981.
- Pour une théologie de structure planétaire (Cahiers de la Revue Théologique de Louvain, Bd. 6). Peeters, Louvain-La-Neuve, 1983.
- Les laïcs dans le nouveau code de droit canonique et au IIe Concile du Vatican (Cahiers de la Revue Théologique de Louvain, Bd. 10). Peeters, Louvain-La-Neuve, 1983.
- L’après Vatican II, un nouvel âge de l’Église? (Cahiers de la Revue Théologique de Louvain, Bd. 13). Peeters, Louvain-La-Neuve, 1985.
- Présence et salut de Dieu chez les „non-chrétiens“. Une vérité à intégrer en tout „exposé de la foi“ de l’an 2000 (Cahiers de la Revue Théologique de Louvain, Bd. 18). Peeters, Louvain-La-Neuve, 1987.
- Les laïcs et l’enjeu des temps „post-modernes“ (Cahiers de la Revue Théologique de Louvain, Bd. 20). Peeters, Louvain-La-Neuve, 1988.
- La Profession de foi et le Serment de fidélité (Cahiers de la Revue Théologique de Louvain, Bd. 23). Peeters, Louvain-La-Neuve, 1989.
- „… en conformité avec le Magistère …“ (Cahiers de la Revue Théologique de Louvain, Bd. 27). Peeters, Louvain-La-Neuve, 1994.
- Les doctrines théologiques et leur „évolution“ (Cahiers de la Revue Théologique de Louvain, Bd. 28). Peeters, Louvain-La-Neuve, 1995.
- Sainteté chrétienne. Tielt 1958. Deutsch: Christliche Heiligkeit. Handbuch der aszetischen Theologie für Ordensleute, Priester und Laien. Manz, München 1961.
- Le décret sur l’oecumenisme: Commentaire doctrinal. Desclée de Brouwer, Paris 1966.
- Le statut de l’église dans la future Europe politique. Peeters, Louvain-La-Neuve, 1991.
- Primauté et infaillibilité du pontife Romain à Vatican I et autres études d'ecclésiologie. Univ. Press (u. a.), Leuven, 1989.
- La primauté pontificale – la doctrine de Vatican I; les voies d'une révision. Duculot, Gembloux, 1972.
- L’infaillibilité pontificale – source, conditions, limites. Duculot, Gembloux, 1969.
- Primauté pontificale et prérogatives épiscopales – „Potestas ordinaria“ au Concile du Vatican. Louvain, Warny, 1961.
- Une pastorale de l’espérance – théologie, stratégie. Beauchesne, Paris 1982.
- Christianisme sans religion? Tourain 1968. Deutsch: Christentum ohne Religion? Müller, Salzburg 1969.
- mit Theodor Schneider: Glaubensbekenntnis und Treueid: Klarstellungen zu den „neuen“ römischen Formeln für kirchliche Amtsträger. Matthias-Grünewald-Verlag, Mainz 1990.